# وينتوورث (دائرة انتخابية في المملكة المتحدة)
وينتوورث (بالإنجليزية: Wentworth)‏ هي إحدى الدوائر الانتخابية في المملكة المتحدة الممثلة في مجلس العموم في برلمان المملكة المتحدة.
عضو البرلمان الذي يمثلها حالياً هو :John Healey (Lab).
‌